# Felix Kolar
Felix Kolar (* 27. Dezember 1887 in Gramatneusiedl; † 21. Juni 1944 in Wien) war ein österreichischer Bauhilfsarbeiter und Widerstandskämpfer gegen das NS-Justiz. Er wurde von der NS-Justiz zum Tode verurteilt und im Wiener Landesgericht geköpft.

## Leben
Kolar war als Kassierer und Werber für die KPÖ tätig. Er wurde am 12. August 1943 festgenommen. Er wurde gemeinsam mit fünf weiteren Mitgliedern der KPÖ am 20. April 1944 wegen „Vorbereitung zum Hochverrat“ vom Volksgerichtshof zum Tode verurteilt. Alle sechs Verurteilten wurden und am 21. Juni 1944 mit dem Fallbeil hingerichtet.

## Gedenken
Sein Name findet sich auf der Gedenktafel im ehemaligen Hinrichtungsraum des Wiener Landesgerichts.

## Quelle
- Porträt Felix Kolar auf den Seiten des Dokumentationsarchiv des österreichischen Widerstandes. Abgerufen am 14. April 2021.
- Heinz Arnberger, Christa Mitterrutzner: Widerstand und Verfolgung in Niederösterreich 1934–1945. Band 2. Österreichischer Bundesverlag, Wien 1988, S. 137.

## Nachweise
1. ↑  Nachkriegsjustiz.at. Abgerufen am 14. April 2021.

| Personendaten    | Personendaten                                                                          |
| ---------------- | -------------------------------------------------------------------------------------- |
| NAME             | Kolar, Felix                                                                           |
| KURZBESCHREIBUNG | österreichischer Bauhilfsarbeiter und Widerstandskämpfer gegen den Nationalsozialismus |
| GEBURTSDATUM     | 27. Dezember 1887                                                                      |
| GEBURTSORT       | Gramatneusiedl                                                                         |
| STERBEDATUM      | 21. Juni 1944                                                                          |
| STERBEORT        | Wien                                                                                   |